# 1860 في سوريا
فيما يلي قوائم الأحداث التي وقعت خلال عام 1860 في سوريا.

## أحداث
- قيام الحرب الاهلية في سوريا وحدوث مجازر 1860
- صدور العدد الأول من جريدة نفير سورية.